# Naparstniczka czeska
Naparstniczka czeska (Verpa bohemica (Krombh.) J. Schröt.) – gatunek grzybów z rodziny smardzowatych (Morchellaceae).

## Systematyka i nazewnictwo
Pozycja w klasyfikacji według Index Fungorum: Morchellaceae, Pezizales, Pezizomycetidae, Pezizomycetes, Pezizomycotina, Ascomycota, Fungi.
Po raz pierwszy takson ten zdiagnozował w roku 1834 Julius Vincenz von Krombholz nadając mu nazwę Morchella bohemica. Obecną, uznaną przez Index Fungorum nazwę nadał mu w roku 1893 Joseph Schröter, przenosząc go do rodzaju Verpa.
Niektóre synonimy naukowe:

- Mitrophora bohemica (Krombh.) Gillet 1879
- Morchella bispora Sorokīn 1877
- Morchella bohemica Krombh. 1834
- Phalloboletus bisporus (Sorokīn) Kuntze 1891
- Phalloboletus bohemicus (Krombh.) Kuntze 1891
- Ptychoverpa bohemica (Krombh.) Boud. 1907
- Verpa bispora (Sorokīn) Lagarde 1924[2].

Nazwa polska według M.A. Chmiel. W niektórych atlasach grzybów gatunek ten opisywany jest także jako smardzówka czeska (Ptychoverpa bohemica).

## Morfologia
Owocnik
Zbudowany z główki i trzonka. Osiąga wysokość do 10–20 cm.
Główka
O wysokości 2–5 cm, średnicy 2–4 cm i kształcie od stożkowatego do dzwonkowatego, przyrośnięta tylko na szczycie, cała reszta jest odstająca. Powierzchnia żeberkowana, pomiędzy niskimi, cienkimi pionowymi, falistymi i miejscami poprzecznie połączonymi żebrami znajdują się alweole. Barwa od żółtobrązowej do ciemnobrązowej.
Trzon
Wysokość 7–20 cm, grubość 1–2,5 cm, walcowaty, czasami spłaszczony i przegięty, początkowo watowaty, potem pusty, kruchy. Powierzchnia początkowo biaława z białawymi kosmkami, potem naga, kremowożółtawa z ochrowopomarańczowymi plamkami.
Miąższ
Cienki, woskowaty, biały. Smak łagodny, zapach grzybowy.
Cechy mikroskopowe
Worki dwuzarodnikowe, zarodniki silnie wydłużone, elipsoidalne, żółtawe, bardzo duże, 50-80(100) z 15-25 µm.
Gatunki podobne
Smardz półwolny odróżnia się tym, że ma główkę przyrośniętą na 1/3 do 1/2 długości. Naparstniczka stożkowata (Verpa conica), ma mniejsze owocniki, a powierzchnia główki nie jest pofałdowana.

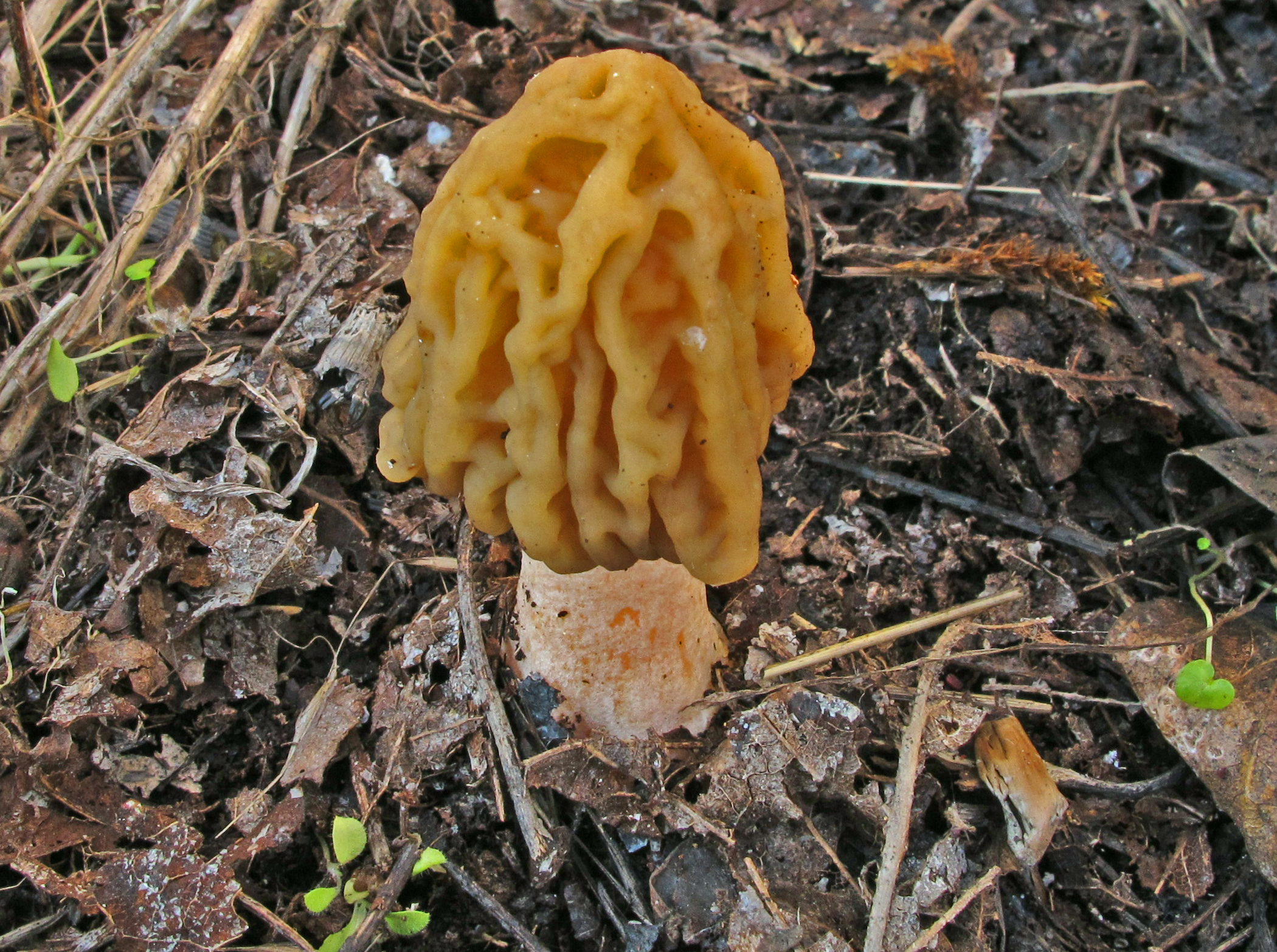
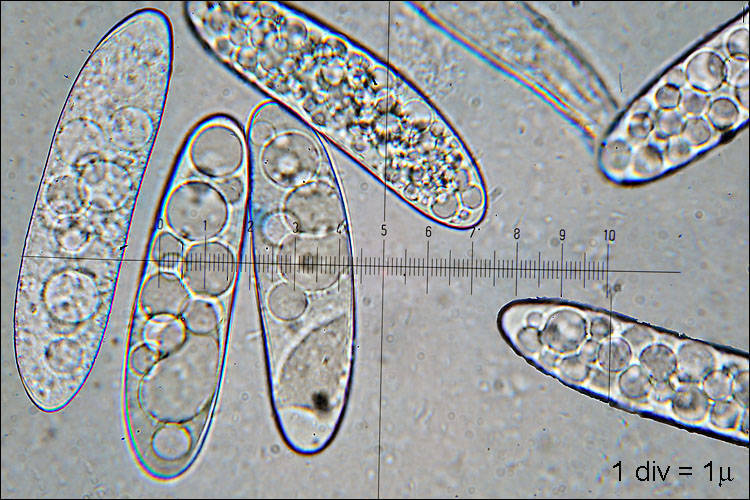
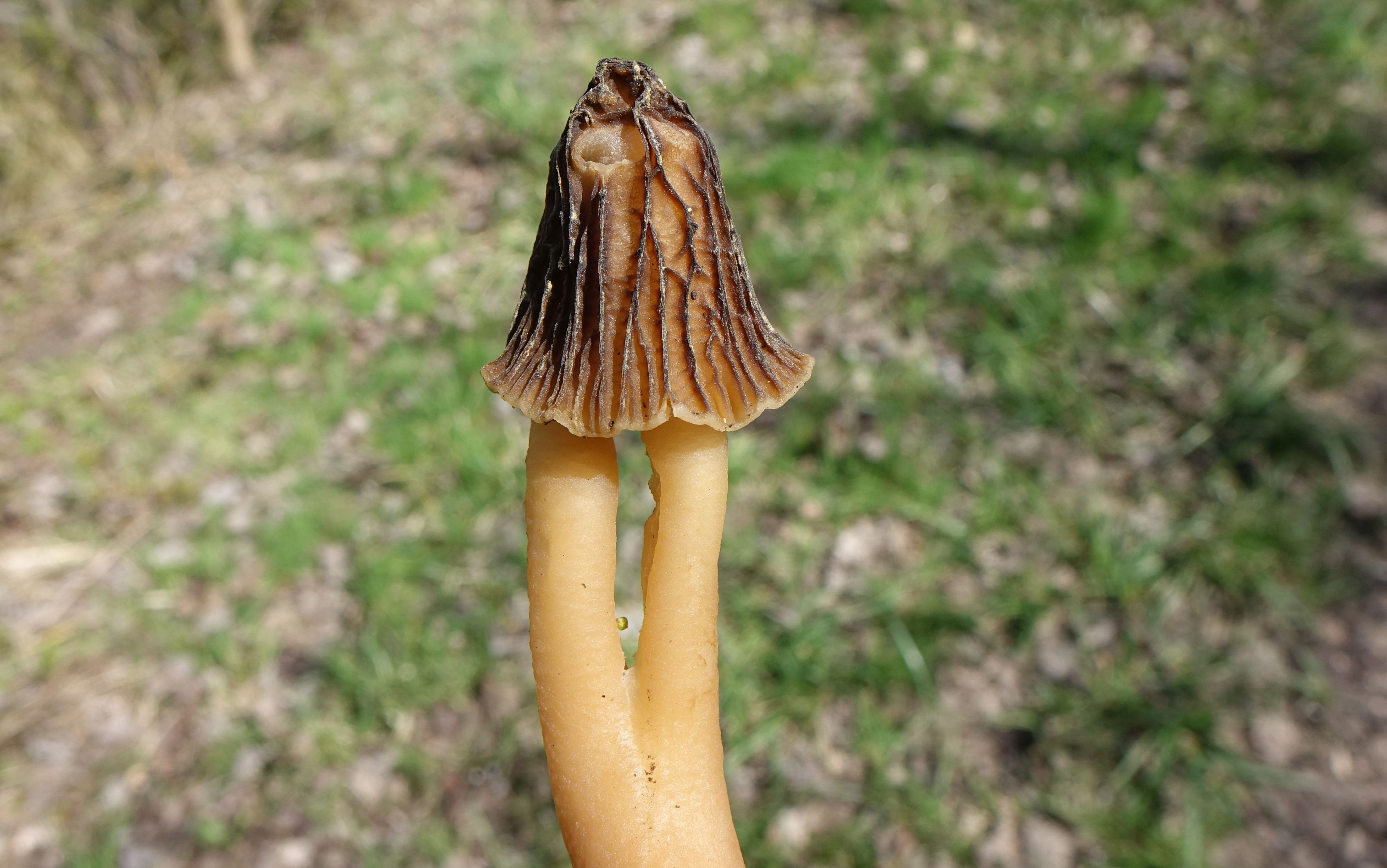
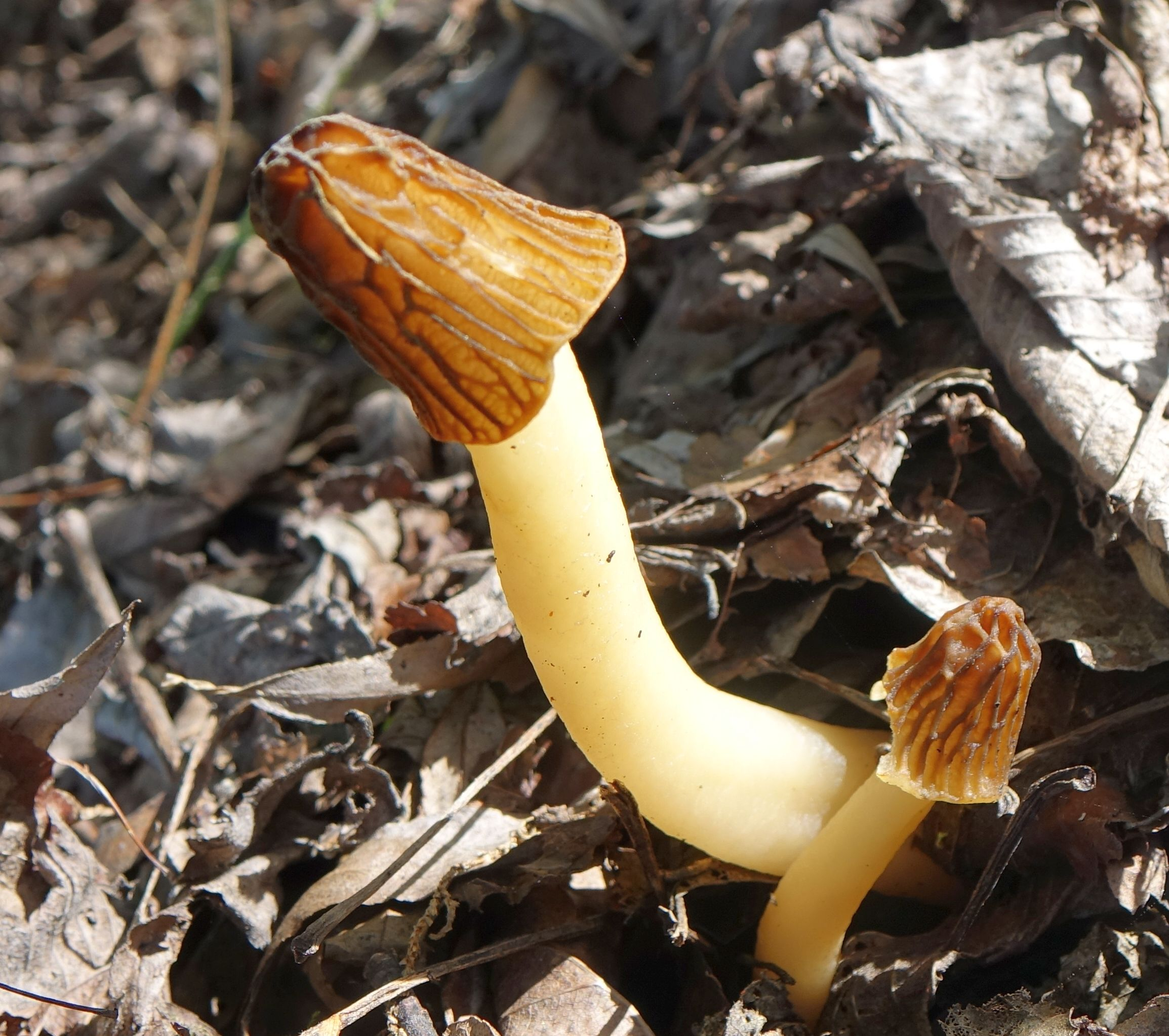
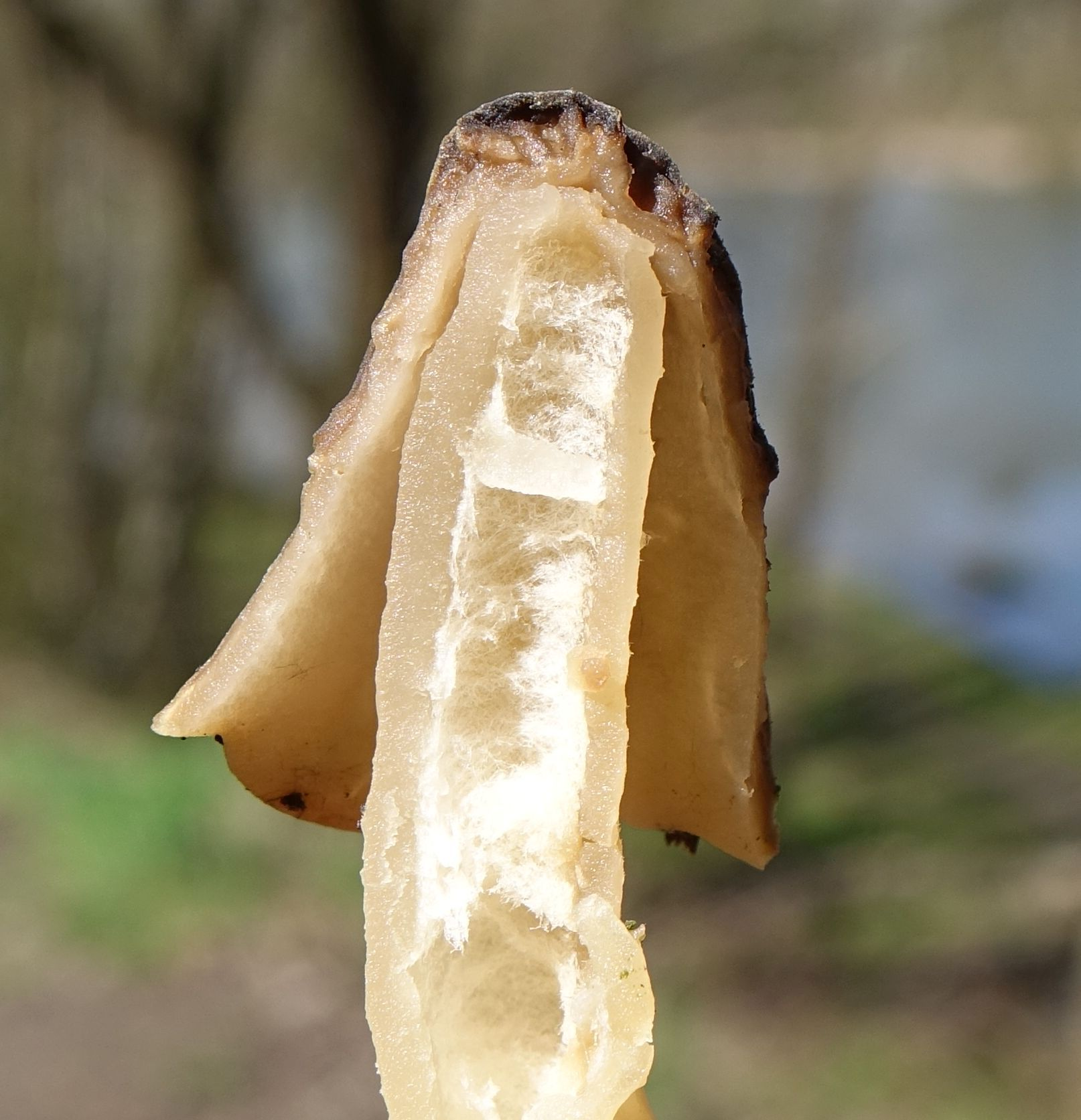

## Występowanie i siedlisko
Naparstniczka czeska na półkuli północnej jest szeroko rozprzestrzeniona. W Polsce również występuje na całym obszarze. Do 2020 r. podano 120 jej stanowisk. Bardziej aktualne stanowiska podaje internetowy atlas grzybów. Znajduje się w nim na liście gatunków zagrożonych i wartych objęcia ochroną. W opracowaniu Czerwona lista roślin i grzybów Polski jest zaliczony do kategorii gatunków narażonych na wymarcie (V), które najprawdopodobniej w najbliższej przyszłości przesuną się do kategorii gatunków wymierających, jeśli nie znikną czynniki zagrażające. W latach 1983–2014 objęta ochroną ścisłą, a od 2014 r. – częściową.
Naziemny grzyb saprotroficzny. Rośnie pojedynczo lub w grupach od marca do maja w lasach liściastych, zaroślach i parkach, zwłaszcza pod osikami, jesionami i olszami. Owocniki pojawiają się wczesną wiosną.

## Znaczenie
Grzyb jadalny o dużych walorach kulinarnych.